# Gölcük, Şarköy
Gölcük là một xã thuộc huyện Şarköy, tỉnh Tekirdağ, Thổ Nhĩ Kỳ. Dân số thời điểm năm 2011 là 387 người.